# Araschan
Araschan (kirgisisch Арашан, für heiliges Wasser) ist ein Dorf im Oblus Tschüi im Norden von Kirgisistan mit 4.200 Einwohnern.

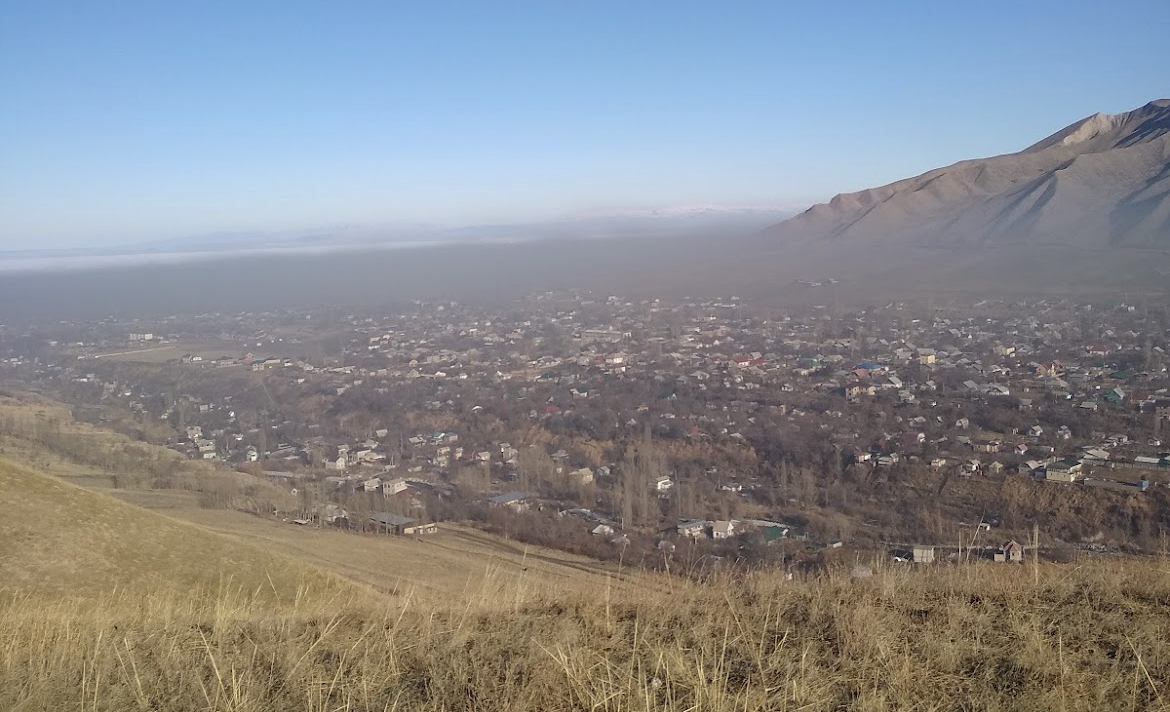
Araschan

Das Dorf Araschan liegt südlich der Stadt Bischkek im Norden Kirgisistans. Die Straße, die nördlich nach Bischkek führt (etwa 22 km bis zum Zentrum), geht in die Autobahn M39 über, die Bischkek mit Almaty in Kasachstan im Nordosten verbindet. Araschan liegt in einem fruchtbaren Tal mit üppig grünen Feldern. Im Norden befindet sich eine Plantage.

## Bevölkerung
| Jahr | Einwohner |
| ---- | --------- |
| 1999 | 2800      |
| 2009 | 3.832     |
| 2022 | 4.200     |

## Söhne und Töchter des Ortes
- Almasbek Atambajew (* 1956), ehemaliger Präsident
- Asim Issabekow (* 1960), ehemaliger Premierminister
- Apas Dschumagulow (* 1934), ehemaliger Premierminister